# Selecció de rugbi XV d'Andorra
La selecció andorrana de rugbi a XV, anomenada com Els Isards (que és una camussa pirinenca), representa Andorra a les competicions internacionals de rugbi. La majoria dels seus partits a casa es disputen a Andorra la Vella, la capital del país, tot i que han tingut alguns partits a Foix, Occitània.
Competeixen a la Copa d'Europa de Nacions, i actualment són a la segona divisió. A més de disputar nombrosos amistosos, també han participat a les fases de classificació de la Copa del Món de Rugbi, competint en tots els tornejos des de 1995.
L'equip nacional ocupa el lloc 72 del món (a data de 23 de novembre de 2020).

## Història
El primer partit internacional que va jugar Andorra va ser el 8 de novembre de 1987, quan es va enfrontar a Luxemburg a la tercera divisió del Trofeu FIRA 1987-89. Andorra guanyaria aquest partit per 24-3 per obtenir la seva única victòria a la tercera divisió, ja que va perdre els dos partits contra Bulgària i el partit de tornada. Després de classificar-se per a la segona divisió a l'any següent, acabaria última del seu grup, en què es trobaven el Marroc, Tunísia i Portugal.
Andorra va intentar classificar-se per a la Copa del Món de Rugbi de 1995. Van competir a la ronda preliminar al grup oest de la classificació europea. Van derrotar Dinamarca, però van perdre contra Suïssa i van quedar eliminats.
Andorra també va intentar classificar-se per a la Copa del Món de Rugbi de 1999. Andorra va començar al Grup 3 de la Ronda 1, i va guanyar els seus quatre partits, acabant a la part superior de la classificació final per avançar a la Ronda 2. No obstant això, va quedar eliminada de la classificació després de la segona ronda, en quedar última en un grup de cinc equips.
Van competir al Grup B de la Ronda 1 per intentar classificar-se per a la Copa del Món de 2003, però no van avançar a la següent fase i van quedar tercers en un grup de sis equips.
Al torneig de 2007 es van disputar molts més partits i la petita nació va obtenir una major publicitat en disputar el primer partit del torneig, vencent Noruega per 76-3. Van guanyar un partit d'anada i tornada i van quedar tercers al següent grup de cinc equips, de manera que es van classificar per a una nova eliminatòria de dos partits, la victòria dels quals els va portar a un altre grup de cinc equips en què van quedar últims. Competir amb els més poblats Moldàvia, Holanda, Espanya i Polònia, i haver vençut Noruega, Hongria, Eslovènia i Suècia, sens dubte va atreure l'atenció de més seguidors del rugbi, malgrat la seva petita població de només 70.000 habitants.

## Popularitat
La popularitat del futbol a Andorra ha anat en declivi a causa dels mals resultats a casa i fora. Això ha deixat espai perquè el rugbi andorrà surti de les ombres. Principalment afectats per la popularitat fanàtica del rugbi al sud de França, Els Isards segueixen impressionant a l'escena internacional. Això ha provocat el ràpid augment del nombre de jugadors registrats a Andorra. Molts suggereixen ara que el rugbi a Andorra ha crescut fins al punt que ha esdevingut l'esport nacional de la petita nació.
A més de comptar amb un equip masculí de 15, els homes competeixen a la competició europea de sevens des del 2005. El 2005 van aconseguir l'ascens a la següent divisió i tant el 2006 com el 2007 van arribar a la fase final de la competició.
També Andorra té un muntatge femení. Només han jugat sets fins ara, competint el 2006 i el 2007.
També Andorra hi té un equip femení. Fins ara només han jugat al sevens, competint el 2006 i el 2007.
El rugbi juvenil a Andorra està menys desenvolupat i fins ara només ha consistit en colònies d'entrenament.

## Resultats 15 masculí

### Anàlisi
Andorra ha jugat amistosos, competicions de la FIRA i partits de classificació per al Mundial. La llista completa de resultats, incloent-hi els detalls dels partits no jugats, es pot trobar a continuació. Els diferents tipus de partits es poden resumir de la següent manera - cal tenir en compte que els partits no disputats i per defecte NO s'inclouen a l'anàlisi, encara que sí compten per al recompte de partits a la llista completa. A més, si un partit ha estat tant de la Copa del Món com de la FIRA, només es registra aquí a les xifres de la Copa del Món.
| Tipus de partit | P  | W  | D | L  | %  | F    | A    | D    | Notes |
| --------------- | -- | -- | - | -- | -- | ---- | ---- | ---- | ----- |
| Amistós         | 6  | 2  | 0 | 4  | 33 | 41   | 65   | −24  |       |
| Regionals       | 43 | 16 | 1 | 26 | 38 | 618  | 897  | −279 |       |
| Copa del Món    | 31 | 14 | 0 | 17 | 45 | 651  | 736  | −85  |       |
| Tots els Jocs   | 80 | 32 | 1 | 47 | 41 | 1310 | 1698 | −388 |       |

Els partits contra equips individuals es poden resumir de la següent manera
| Nació                | PJ | V  | E | D  | %    | PF   | PC   | PD   | Notes                                                         |
| -------------------- | -- | -- | - | -- | ---- | ---- | ---- | ---- | ------------------------------------------------------------- |
| Armènia              | 1  | 1  | 0 | 0  | 100  | 36   | 10   | 26   |                                                               |
| Àustria              | 2  | 2  | 0 | 0  | 100  | 77   | 15   | 62   |                                                               |
| Bòsnia i Hercegovina | 4  | 2  | 0 | 2  | 50   | 103  | 62   | 41   |                                                               |
| Bulgària             | 6  | 2  | 0 | 4  | 33   | 95   | 95   | 0    |                                                               |
| República Txeca      | 3  | 1  | 0 | 2  | 33   | 26   | 104  | −78  |                                                               |
| Croàcia              | 4  | 1  | 0 | 3  | 25   | 41   | 62   | −21  |                                                               |
| Xipre                | 3  | 2  | 0 | 1  | 66.7 | 47   | 57   | −10  |                                                               |
| Dinamarca            | 2  | 2  | 0 | 0  | 100  | 11   | 5    | 6    |                                                               |
| Alemanya             | 1  | 0  | 0 | 1  | 0    | 11   | 56   | −45  |                                                               |
| Hongria              | 4  | 3  | 0 | 1  | 75   | 116  | 58   | 58   | També hi ha un punt que no s'ha complert                      |
| Israel               | 1  | 1  | 0 | 0  | 100  | 19   | 13   | 6    |                                                               |
| Luxemburg            | 7  | 4  | 1 | 2  | 64   | 124  | 66   | 58   |                                                               |
| Lituània             | 2  | 1  | 0 | 1  | 50   | 64   | 50   | 14   |                                                               |
| Letònia              | 2  | 0  | 0 | 2  | 0    | 30   | 54   | −24  | També hi ha un punt que no s'ha complert                      |
| Malta                | 2  | 1  | 0 | 1  | 50   | 41   | 47   | −6   |                                                               |
| Moldàvia             | 1  | 0  | 0 | 1  | 0    | 16   | 23   | −7   | També hi ha un partit sense complir i una derrota per defecte |
| Mònaco               | 2  | 2  | 0 | 0  | 100  | 43   | 16   | 27   |                                                               |
| Marroc               | 2  | 0  | 0 | 2  | 0    | 19   | 63   | −44  |                                                               |
| Països Baixos        | 3  | 0  | 0 | 3  | 0    | 16   | 140  | −124 |                                                               |
| Noruega              | 2  | 2  | 0 | 0  | 100  | 99   | 12   | 87   |                                                               |
| Portugal             | 3  | 0  | 0 | 3  | 0    | 32   | 115  | −83  |                                                               |
| Polònia              | 5  | 0  | 0 | 5  | 0    | 43   | 154  | −111 |                                                               |
| Sèrbia               | 1  | 0  | 0 | 1  | 0    | 7    | 32   | −25  |                                                               |
| Eslovènia            | 4  | 2  | 0 | 2  | 50   | 85   | 70   | 15   |                                                               |
| Espanya              | 3  | 0  | 0 | 3  | 0    | 17   | 129  | −112 |                                                               |
| Suècia               | 4  | 2  | 0 | 2  | 50   | 67   | 79   | −12  | També hi ha una victòria per defecte                          |
| Suïssa               | 4  | 0  | 0 | 4  | 0    | 48   | 94   | −46  | També hi ha una victòria per defecte                          |
| Tunísia              | 4  | 1  | 0 | 3  | 25   | 48   | 80   | −32  |                                                               |
| Turquia              | 1  | 0  | 0 | 1  | 12   | 36   | -24  | −32  |                                                               |
| Iugoslàvia           | 4  | 3  | 0 | 1  | 75   | 56   | 43   | 13   | També hi ha un punt que no s'ha complert                      |
| TOTALS               | 81 | 32 | 1 | 48 | 41   | 1322 | 1734 | −388 |                                                               |